# Topluca, Çamlıhemşin
Topluca là một xã thuộc huyện Çamlıhemşin, tỉnh Rize, Thổ Nhĩ Kỳ. Dân số thời điểm năm 2010 là 1.07 người.